# Pilosocereus glaucochrous
Pilosocereus glaucochrous ist eine Pflanzenart in der Gattung Pilosocereus aus der Familie der Kakteengewächse (Cactaceae). Das Artepitheton glaucochrous bedeutet ‚blaufarbig, blau bereift‘.

## Beschreibung
Pilosocereus glaucochrous wächst baumförmig, nur wenig verzweigend mit einem deutlich ausgebildeten Stamm und erreicht Wuchshöhen von 3 bis 5 Metern. Die oft angelehnten, blaugrünen bis graugrünen, glauken Triebe erscheinen silbrig und haben Durchmesser von 3 bis 7 Zentimetern. Es sind 5 bis 10 Rippen mit Querfurchen vorhanden. Die schwärzlich befilzten und mit weißen Haaren besetzten Areolen sitzen auf niedrigen, gerundeten Höckern. Die goldgelben bis grauen Dornen sind im Jugendstadium durchscheinend. Die aufsteigenden 2 bis 5 Mitteldornen sind 2 bis 4 Zentimeter lang. Die 7 bis 14 meist ausgebreiteten und an der Oberfläche der Triebe anliegenden Randdornen sind 8 bis 15 Millimeter lang. Ein blühfähiger Teil der Triebe ist nicht oder nur sehr gering ausgeprägt und befindet sich in der Nähe der Triebspitze oder etwas unterhalb.
Die weit geöffneten, röhrenförmigen, weißen Blüten sind an der Außenseite fleischrosafarben bis rötlich. Sie sind 4 bis 5,2 Zentimeter lang und weisen Durchmesser von bis zu 2,5 Zentimetern auf. Die niedergedrückt kugelförmigen Früchte reißen seitlich auf und enthalten ein mehr oder weniger purpurfarbenes Fruchtfleisch.

## Systematik, Verbreitung und Bedrohung
Pilosocereus glaucochrous ist im Nordosten Brasiliens in höheren Lagen der Caatinga-Vegetation  verbreitet.
Die Erstbeschreibung als Pilocereus glaucochrous wurde 1933 von Erich Werdermann veröffentlicht. Ronald Stewart Byles und Gordon Douglas Rowley stellten die Art 1957 in die Gattung Pilosocereus. Weitere nomenklatorische Synonyme sind Cephalocereus glaucochrous (Werderm.) Borg (1937) und Pseudopilocereus glaucochrous (Werderm.) Buxb. (1968).
Pilosocereus glaucochrous wurde in der Roten Liste gefährdeter Arten der IUCN von 2002 als „Near Threatened (NT)“, d. h. gering gefährdet, eingestuft. Im Jahr 2013 wird die Art als „Least Concern (LC)“, d. h. als nicht gefährdet geführt.

## Nachweise